# Allyson Carroll
Allyson Carroll (ur. 5 września 1988) – amerykańska snowboardzistka. Specjalizuje się w Half-pipeie i Slopestyleu. Zajęła 5. miejsce w slopestyle’u na mistrzostwach świata w La Molinie. Jak dotąd nie startowała na igrzyskach olimpijskich. Najlepsze wyniki w Pucharze Świata osiągnęła w sezonie 2010/2011, kiedy to zajęła 14. miejsce w klasyfikacji generalnej (AFU), a w klasyfikacji Big Air zajęła drugie miejsce.

## Sukcesy

### Mistrzostwa Świata
| Miejsce | Dzień       | Rok  | Miejscowość | Konkurencja | Zwycięzca      |
| ------- | ----------- | ---- | ----------- | ----------- | -------------- |
| 20.     | 20 stycznia | 2011 | La Molina   | Halfpipe    | Holly Crawford |
| 5.      | 22 stycznia | 2011 | La Molina   | Slopestyle  | Enni Rukajärvi |

### Puchar Świata

#### Miejsca w klasyfikacji generalnej
- 2008/2009 – 169.
  - AFU[2]
- 2010/2011 – 14.

#### Zwycięstwa w zawodach
1. Calgary – 26 lutego 2011 (slopestyle)